# La Capelle-et-Masmolène
La Capelle-et-Masmolène település Franciaországban, Gard megyében. Lakosainak száma 421 fő (2022. január 1.). La Capelle-et-Masmolène Castillon-du-Gard, Flaux, Gaujac, Le Pin, Pougnadoresse, Pouzilhac, Saint-Hippolyte-de-Montaigu, Saint-Pons-la-Calm, Saint-Victor-des-Oules, Vallabrix és Valliguières községekkel határos.

## Népesség
A település népességének változása:
| Lakosok száma | 276  | 298  | 323  | 376  | 431  | 450  | 439  | 412  | 416  | 421  |
|               | 1968 | 1982 | 1990 | 2006 | 2013 | 2015 | 2017 | 2019 | 2020 | 2022 |